# Lizzet Rojas Sánchez
Lizzet del Carmen Rojas Sánchez ist eine peruanische Rechtsanwältin und Politikerin. Sie war im November 2020 peruanische Umweltministerin in der Übergangsregierung unter Manuel Merino.

## Leben
Rojas Sánchez absolvierte an der Universidad de San Martín de Porres in Lima ein Studium der Rechtswissenschaften. Anschließend studierte sie an der Universidad de Alcalá in Spanien Umweltmanagement, das sie mit einem Master abschloss. An der Universidad Inca Garcilaso de la Vega in Lima studierte sie später Zivil- und Handelsrecht.

## Politische Laufbahn
Vom Januar bis zum August 2017 war sie stellvertretende Leiterin der Superintendencia Nacional de Fiscalización Laboral, einer dem peruanischen Arbeitsministerium untergeordneten Behörde. Am 12. November 2020 wurde sie zur peruanischen Umweltministerin in der Übergangsregierung von Manuel Merino ernannt. Infolge der Unruhen in Peru 2020 trat sie, wie alle anderen Minister auch, bereits fünf Tage später zurück. Ihr Nachfolger wurde Gabriel Quijandría Acosta, nun in der Regierung unter dem neuen Präsidenten Francisco Sagasti.